# تشانغ زهين
تشانغ زهين هو منافس ألعاب قوى صيني، ولد في 5 سبتمبر 1984.